# Aek Nabara Julu
Aek Nabara Julu is een bestuurslaag in het regentschap Padang Lawas van de provincie Noord-Sumatra, Indonesië. Aek Nabara Julu telt 385 inwoners (volkstelling 2010).